# Musée de l'automobile Henri-Malartre
Pour les articles homonymes, voir Malartre.
Le Musée de l'automobile Henri Malartre est consacré à l'automobile, aux motos, aux vélos et aux transports publics mais aussi aux produits publicitaires et pièces détachées. Il est situé à Rochetaillée-sur-Saône, près de Lyon, sur le domaine du château.
Il a pour vocation de présenter les collections de son fondateur, Henri Malartre, mais aussi de faire la promotion d'un patrimoine roulant en majorité maintenu en état de fonctionnement - notamment grâce à la présence sur le site d'un atelier de restauration des véhicules et d'une équipe de mécaniciens spécialisée.

## Histoire du musée

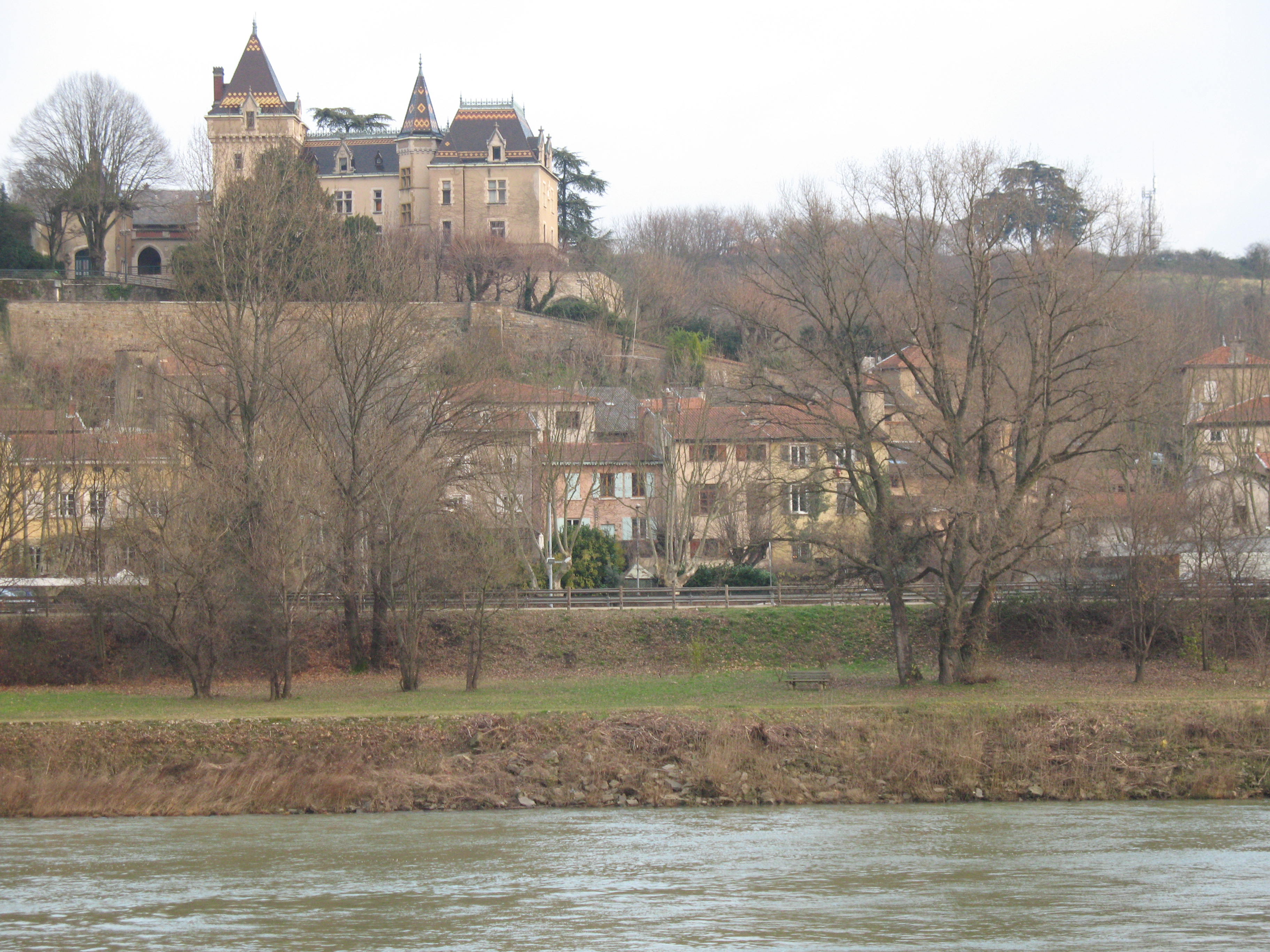
Le château de Rochetaillée-sur-Saône

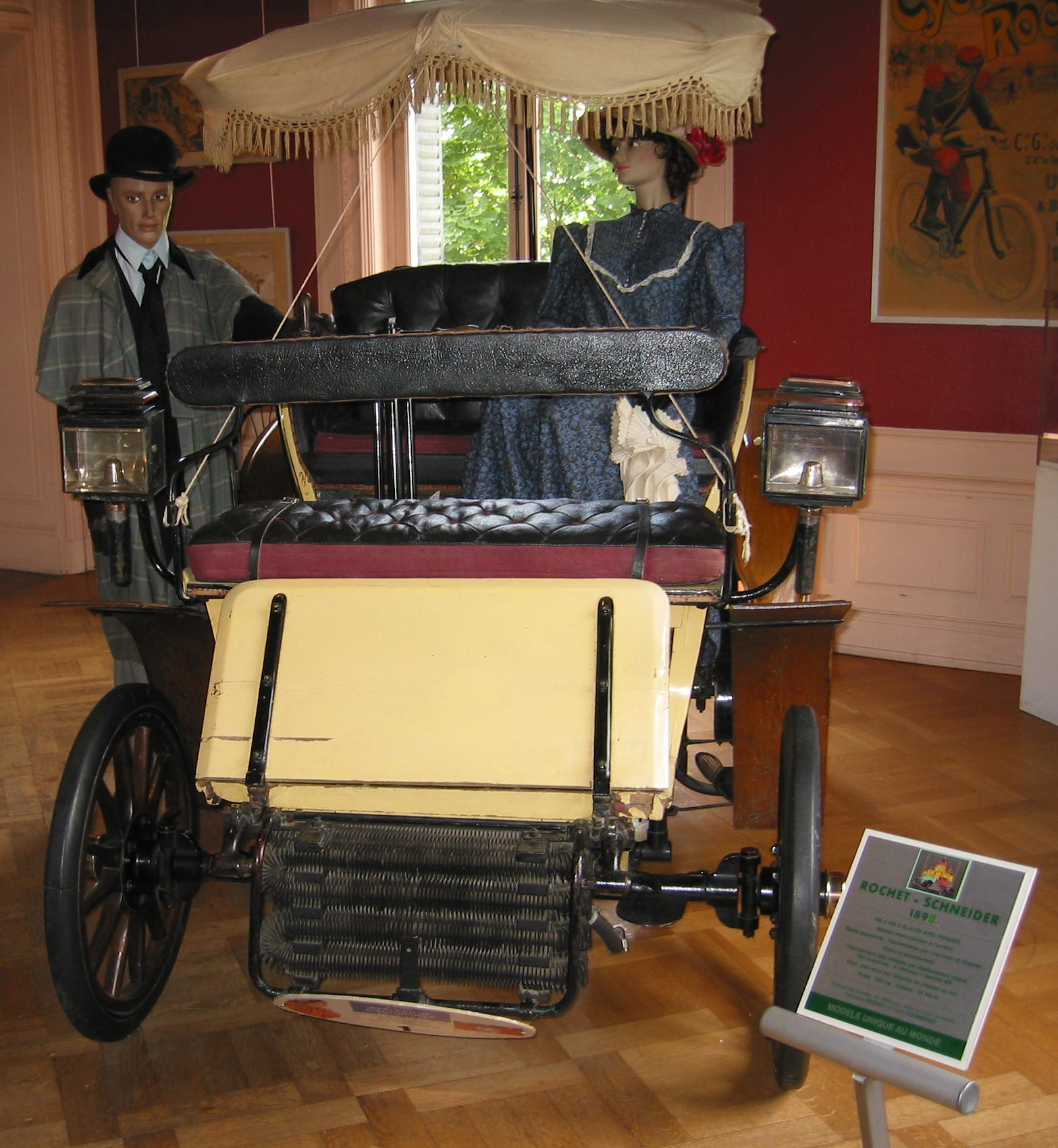
Automobile Rochet-Schneider de 1899, exposée au musée de Rochetaillée.

Le musée a été inauguré le 31 mai 1960 à partir de la collection de véhicules anciens qu'a constitué par Henri Malartre (né en décembre 1905 et mort le 12 novembre 2005), des véhicules conservés par ses soins depuis les années 1930. Il est installé dans le château, dont l'histoire remonte au XIIe siècle et acquis en 1959 par M. Malartre. Il est complété par le hall Amédée Gordini, ouvert en 1963, ainsi que le hall Louis Pradel, ouvert en 1972.
Le 29 mai 1972, par une délibération du conseil municipal de Lyon, l’établissement est devenu musée de la ville de Lyon à la suite de l'achat contre rente viagère de l'entièreté de la collection, du parc et de l'ensemble des bâtiments qui constituent le musée et son domaine.

## L'origine de la collection

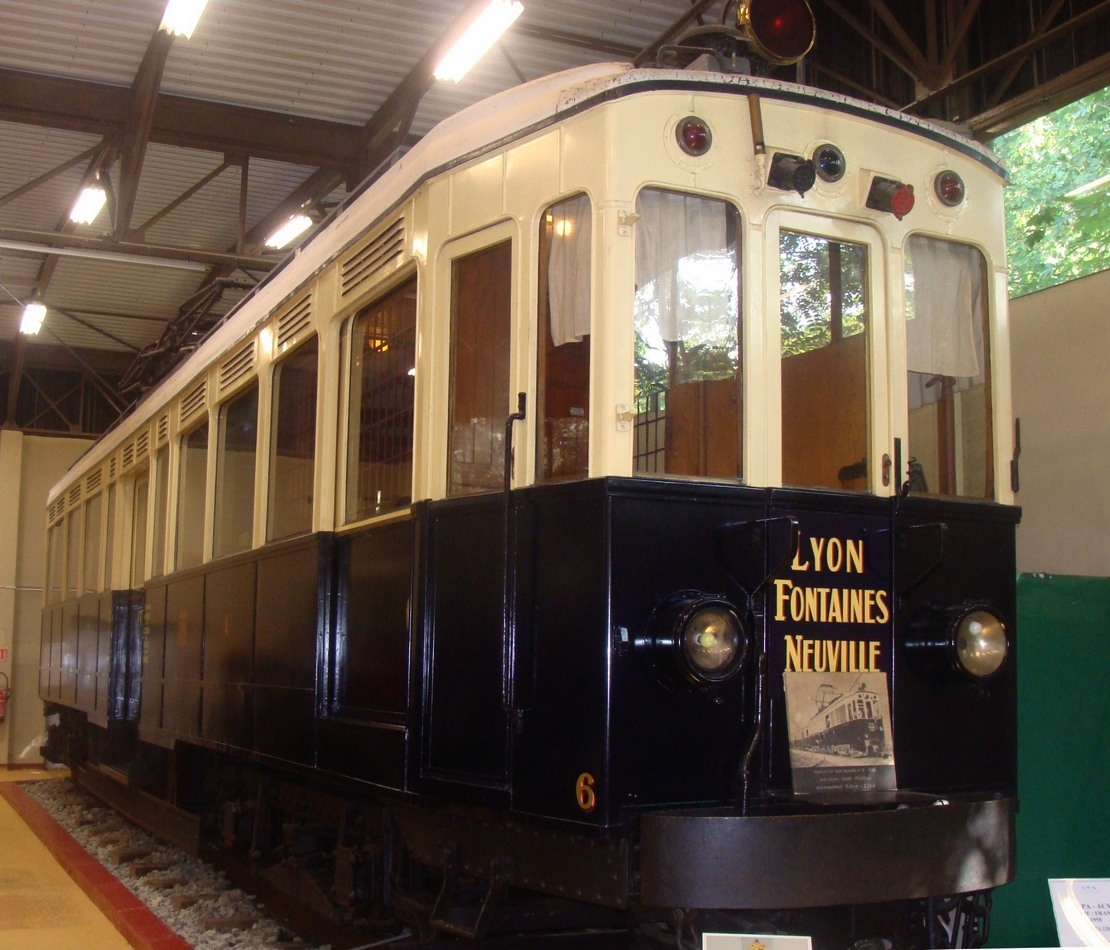
Motrice N°6, du tramway Lyon-Neuville, appelé "le train bleu", et exposée dans le Hall des transports.

Henri Malartre a exercé le métier de démolisseur automobile. À plusieurs reprises, il s'est trouvé devant des modèles attachants et intéressants sur le point historique. Il refusa de les sacrifier et ainsi constitua une précieuse collection, dans les années 1930.
La collection a été préservée durant la Seconde Guerre mondiale, cachée dans une grange de l'Isère. Entré dans la Résistance, Henri Malartre est arrêté et déporté. À la fin de la guerre, il revient à Lyon et retrouve sa collection.
Son activité de démolition reprenant, sa collection augmente, et pour la première fois en 1956, est exposée avenue Berthelot, dans les locaux de l'entreprise. Face au succès et à l'engouement créés par les voitures anciennes naît le projet de créer un musée. Ainsi en 1960, avec le soutien de Louis Pradel, maire de Lyon, est ouvert le musée de Rochetaillée. Dès l'ouverture, le musée était doté d'un atelier de mécanique et de restauration supervisé par Nazare Toti, mécanicien et personnalité emblématique du musée ayant œuvré à la restauration des véhicules du musée.

## Les collections du musée
Le musée de l'automobile Henri Malartre a été le premier musée automobile de France. Il possède des modèles uniques, dont par exemple un prototype de 2CV de 1936.
Les collections consistent en deux principaux espaces d'exposition :
- les voitures les plus anciennes, des pièces détachées ainsi que les cycles dans le château ;
- d'autres voitures et les transports en commun de Lyon dans les halls Gordini et Pradel.

Ainsi est recréé plus d'un siècle de l'histoire de la locomotion.
Tous les modes de traction sont représentés :
- la traction animale, avec un fiacre et un tramway à cheval ;
- la traction à vapeur, avec une locomotive Weidknecht et un omnibus ;
- la traction thermique, avec les motocyclettes et les voitures ;
- la traction électrique, avec des voitures électriques (dont une Stéla de 1941) et des tramways.

Le musée présente quelques pièces historiques comme la Packard attribuée à Édith Piaf, l'Hispano Suiza du Général de Gaulle, la Delahaye du Maréchal de Lattre de Tassigny, la Renault Espace de Jean-Paul II et une Mercedes-Benz blindée 770K de 1942 présentée comme la voiture de parade d'Adolf Hitler.

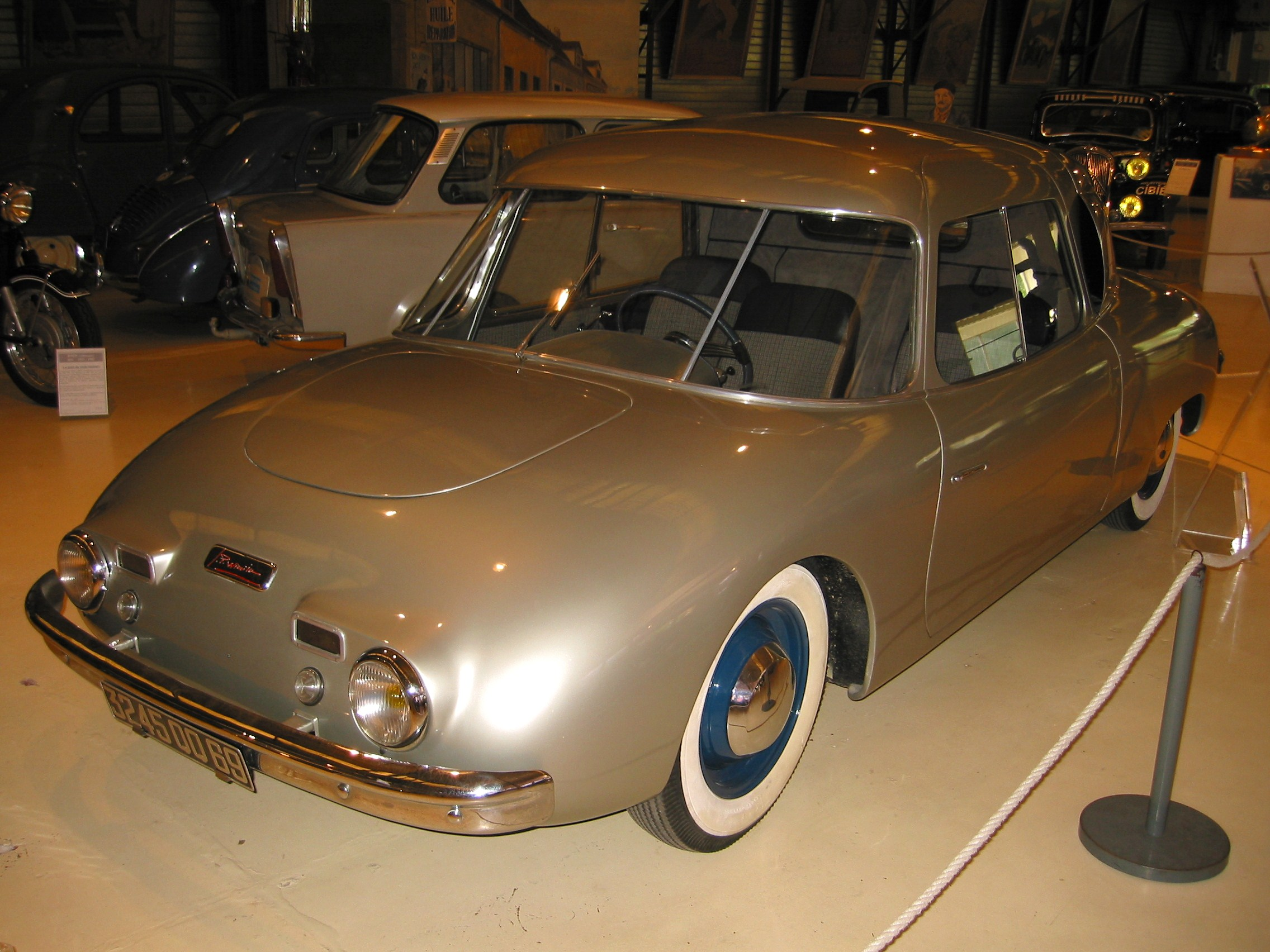
Automobile Jean-Pierre WIMILLE type vers 1948 col. musée de l'automobile Henri Malartre (Rochetaillée-sur-Saône)
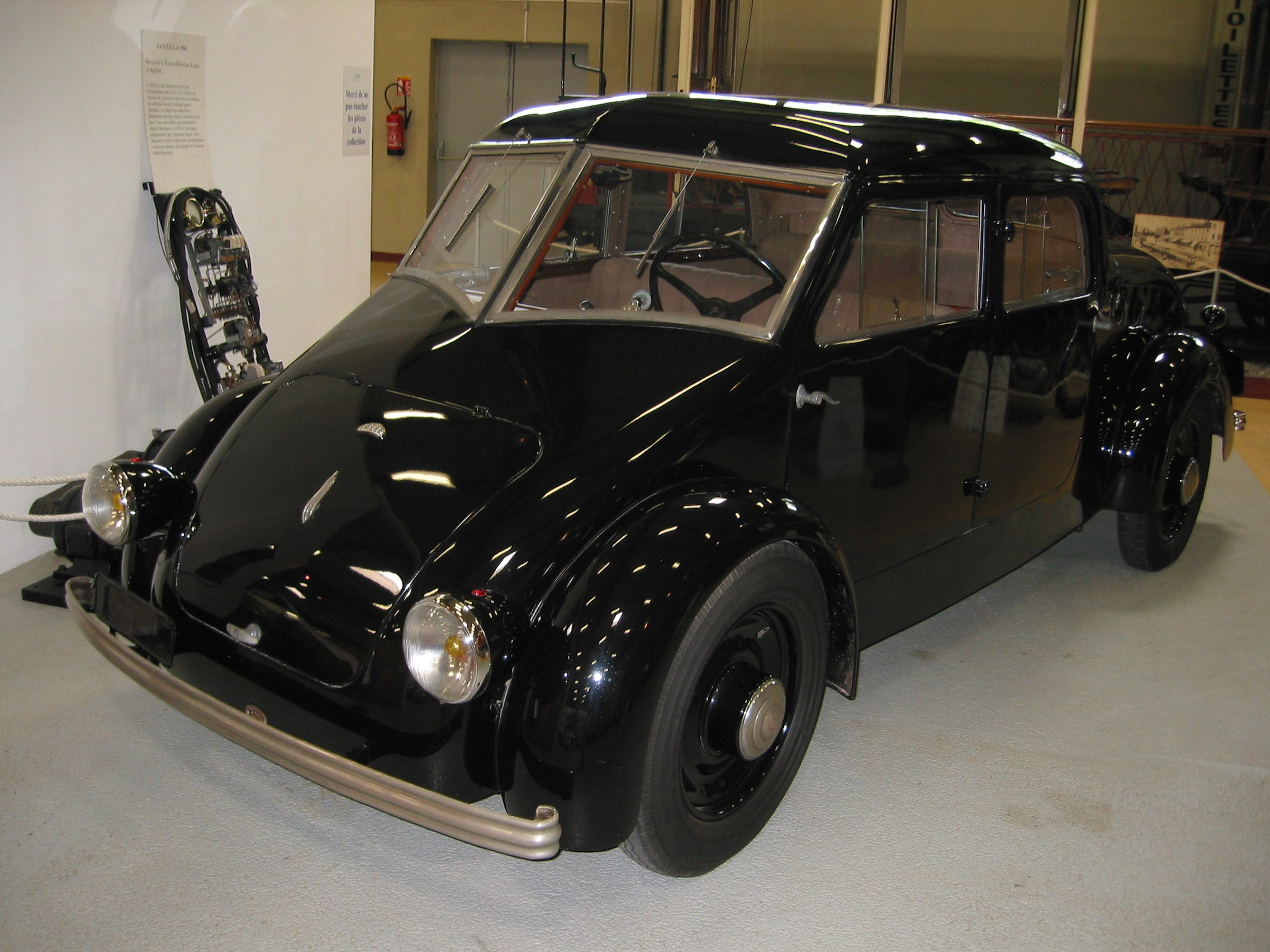
Automobile électrique S.T.E.L.A type RCA de 1941

Les collections sont régulièrement exposées lors d'évènements, salons et expositions extérieures, comme par exemple au salon Époqu'auto. 